# علی کاردر
علی کاردُر (زاده ۲۶ اردیبهشت ۱۳۳۳) اقتصاددان، سیاست‌مدار و مدیر ارشد اجرایی ایرانی است، که از سال ۱۳۹۵ تا ۱۳۹۷ به‌عنوان مدیرعامل و نایب‌رئیس هیئت مدیره شرکت ملی نفت ایران، همچنین معاون وزیر نفت در امور نفت، فعالیت می‌کرد. وی پیش‌تر در فاصله سال‌های ۱۳۹۲ تا ۱۳۹۵ معاون مدیرعامل شرکت ملی نفت ایران در امور سرمایه‌گذاری بود.
کاردر دانش‌آموخته کارشناسی علوم مالی از دانشگاه صنعت نفت و کارشناسی ارشد علوم مالی از دانشگاه علامه طباطبایی می‌باشد. وی به سبب ایفای نقش در پرونده ی کرسنت به انفصال از خدمات دولتی بدون هیچگونه اغماض محکوم گشت اما در کمال شگفتی بعد از برجام مجددا مشغول به کار شد. وی از اعضای سپاه پاسداران، در طول جنگ ایران و عراق بود و فعالیت در صنعت نفت را از سال ۱۳۶۲ با حضور در شرکت ملی نفت ایران آغاز نمود. او تاکنون در سمت‌هایی چون مدیر امور مالی شرکت ملی گاز ایران، مدیرعامل شرکت کالای نفت تهران، مدیرعامل شرکت کالای نفت لندن و مدیر امور مالی شرکت ملی نفت ایران فعالیت داشته‌است.